# الحصاد (لوحة)
الحصاد  هي لوحة زيتية رسمها بيتر بروخل الأكبر في عام 1565، اللوحة حالياً ضمن مقتنيات متحف المتروبوليتان للفنون في نيويورك.